# Спицын, Владимир Дмитриевич
Влади́мир Дми́триевич Спи́цын (6 июля [24 июня] 1847, — 17 [29] июня 1915) — русский морской офицер, изобретатель, занимавшийся разработкой летательных аппаратов тяжелее воздуха.

## Биография
Из дворян Орловской губернии, родился в семье морского офицера. Окончил Вторую Санкт-Петербургскую гимназию в 17-летнем возрасте. Известно, что отец скончался до 1864 года, и прошение о допуске к экзаменам в Морской кадетский корпус писал его дядя — надворный советник В. Кондрашов. Летом 1864 года Владимир Спицын совершил пробное плавание на фрегате «Громобой»

## Служба
14 сентября 1864 года зачислен воспитанником в Морской кадетский корпус, с 1867 года — Морское училище. 17 апреля 1868 года окончил обучение 31-м по успеваемости в своем выпуске с производством в гардемарины (учился на одном курсе с будущими адмиралами — В. К. Витгефтом, З. П. Рожественским, А. Х. Кригером, П. П. Моласом). Зачислен в Балтийский флот. С 17 сентября 1868 года по 29 мая 1869 года в заграничном плавании на фрегате «Дмитрий Донской». Далее находился в плаваниях по Финскому заливу на броненосце «Не тронь меня».
В конце 1869 года переведён в Черноморскую флотилию и назначен на корвет «Память Меркурия» на котором перешёл из Николаева в Афины. В 1870 году служил на шхуне «Псезуапе», стоявшей в Константинополе. С сентября 1870 года по апрель 1871 года служил на корвете «Львица». 17 мая 1871 года произведён в чин мичмана (со старшинством с 17 апреля 1871 года). Летом назначен на монитор «Броненосец».
В сентябре 1872 года Владимир Спицын поступил на двухгодичный академический курс при Морском училище. 31 марта 1874 года произведен в лейтенанты, а в октябре этого же года с успехом окончил обучение.
11 марта 1875 года В. Д. Спицын был прикомандирован к Морскому училищу и исполнял обязанности младшего начальника отделения. С 3 мая зачислен в штат училища на туже должность. Во время летних кампаний выходил в практические плавания с воспитанниками училища, в качестве вахтенного начальника, на кораблях «Боярин» (29 мая — 21 августа 1877 года, 29 мая — 21 августа 1878 года, 28 мая — 20 августа 1879 года, 30 мая — 22 августа 1880 года) и «Горлица» (30 мая — 20 августа 1881 года).
С 1882 года уже в должности старшего флаг-офицера отряда судов Морского училища выходил впрактические плавания на кораблях «Аскольд» (27 мая — 28 августа 1882 года) и «Варяг» (28 сентября — 23 сентября 1882 года, 25 мая — 18 августа 1883 года, 29 мая — 21 августа 1884 года).
В 1886 году вышел в отставку «по домашним обстоятельствам» с производством в чин капитана 2-го ранга Российского императорского флота.

## Деятельность в области воздухоплавания
Владимир Дмитриевич Спицын увлёкся вопросами «летания по воздуху» в 1870-х годах. В октябре 1880 года стал одним из основателей Русского общества воздухоплавания и был избран его секретарём (председателем был избран О. С. Костович). Затем, с распадом Общества, устав которого так и не был утверждён, стал одним из активных членов VII (воздухоплавательного отдела) Императорского русского технического общества.
Спицын был сторонником летательных аппаратов тяжелее воздуха с машущим крылом, допуская, при этом, частичное использование планирующего полёта. Сотрудничал с Н. А. Арендтом. Модели летательных аппаратов, изготовленные В. Д. Спициным, к полёту оказались не способны, а его совместное с Арендтом прошение на ассигнование средств на дорогостоящие опыты в 1885 году было отклонено Комиссией по применению воздухоплавания, голубиной почты и сторожевых вышек к военным целям (постоянное учреждение при Военном министерстве).